# 클램핑 (그래픽)
컴퓨터 그래픽에서의 클램핑은 어떤 위치를 범위 안으로 한정시키는 방법이다. 래핑과 달리, 클램핑은 그저 위치를 제일 가까운 사용 가능한 값으로 옮긴다.
| 의사코드 (클램핑):                                                                                          |
| --- |
| function clamp(x, min, max): if (x < min) then x = min; else if (x > max) then x = max; return x; end clamp |

## 사용
대개 클램핑은 어떤 값을 특정 범위 내로 제한시키는데 쓰인다. 예를 들자면, OpenGL에서는 glClearColor가 GLclampf 라는 값을 받는데 GLclampf는 [0,1] 에 '클램프'된 gl 소수값이다.
컴퓨터 그래픽 속에서의 클램핑 사용법 중 하나는 다각형 속에 세부적 요소를 넣는 것이다. 예를 들자면 벽에 있는 총알구멍 같은 것에 사용이 된다. 래핑과 같이 사용해서 여러 가지 효과를 낼 수 있다.